# Robespierre (metropolitana di Parigi)
Robespierre è una stazione della linea 9 della metropolitana di Parigi.
Si trova nel comune di Montreuil.

## La stazione
La stazione venne aperta nel 1937 e porta il nome del rivoluzionario Maximilien de Robespierre.

### Accessi
- 170, rue de Paris;
- altro accesso inserito nella facciata del palazzo.

## Interconnessioni
- Bus RATP - 318
- Noctilien - N16, N34